# Ingo Hofmann
Ingo Hofmann (* 1943 in Senftenberg) ist ein deutscher Physiker.

## Ausbildung und Tätigkeiten
Hofmann studierte Physik an der Ludwig-Maximilians-Universität München und promovierte 1972 mit einer Arbeit im Max-Planck-Institut für Plasmaphysik in Garching bei München über astrophysikalische Instabilitäten in theoretischer Plasmaphysik. Er habilitierte sich 1984 und ist außerplanmäßiger Professor an der Johann Wolfgang Goethe-Universität Frankfurt am Main. 1983 bis 2013 war Hofmann am GSI Helmholtzzentrum für Schwerionenforschung in Darmstadt tätig, zuletzt als Leiter der Theorie in der Beschleunigerphysik. 1994 bis 1998 leitete er (mit G. Plass, CERN) die europäische HIDIF-Studie zur Energiegewinnung durch Trägheitsfusion mittels Teilchenbeschleunigern.
Hofmann ist Fellow der American Physical Society. Er war in Review Komitees verschiedener Großbeschleuniger tätig, so beim J-PARC und zuletzt 2012 bei dem in Planung befindlichen Chinese ADS-Beschleuniger. Er war von 2019 bis 2021 Vorsitzender des Beam Dynamics Panels beim International Committee for Future Accelerators (ICFA), das der IUPAP angehört. 1998 bis 2013 war Hofmann Mitglied und 2008 bis 2013 Vorsitzender der Inertial Fusion Energy Working Group von EURATOM. Von 2013 bis 2021 war er in beratender Funktion an der Technischen Universität Darmstadt und am GSI-Helmholtzzentrum für Schwerionenforschung tätig.
Hofmann war an großen Beschleunigerzentren und Universitäten in verschiedenen Ländern als Gastforscher tätig, so im Lawrence Berkeley National Laboratory (USA), Los Alamos National Laboratory (USA), im Brookhaven National Laboratory (USA), im CERN (Schweiz) an der Universität Tokio (Japan).
Im Zeitraum 2005 bis 2019 war Hofmann Beauftragter für Menschenrechtsfragen der Bahá’í-Gemeinde in Deutschland und ihr Sprecher gegenüber Politik, Nichtregierungsorganisationen und Medien. Sein Schwerpunkt hierbei lag auf dem Thema Religionsfreiheit, besonders in der Islamischen Republik Iran.

## Leistungen
Hofmann war in den 1980er und 90er Jahren maßgeblich an der Entwicklung des Konzepts der Trägheitsfusion mittels Schwerionenstrahlen zur zukünftigen Energiegewinnung beteiligt.
Seine wegweisenden Arbeiten zu kollektiven Instabilitäten und Anisotropieeffekten fanden über „Hofmann stability charts“  Anwendung beim Design moderner Groß-Beschleunigeranlagen für hohe Intensitäten wie Spallationsneutronenquellen (J-PARC/Japan, SNS/USA oder ESS/Schweden) oder ADS-Beschleunigern bzw. -Brutreaktoren zur Transmutation von nuklearem Abfall. Die über den Beschleuniger extern erzeugten Neutronen sollten in der Zukunft   einen unterkritischen Betrieb ermöglichen - ohne Katastrophenrisiko und Langzeitendlagerung.

## Privates
Hofmann ist vierfacher Vater und dreifacher Großvater. Er kann sich auf Englisch, Italienisch, Persisch und Französisch unterhalten. Seit 2021 ist er in der Redaktion der Webseite Perspektivenwechsel tätig, die aktuelle Themen mit Bahai-Bezug aufgreift. Hierzu hat er auch in der Zeitschrift für Religion und Weltanschauungsfragen veröffentlicht.
Er verfolgt die aktuelle, öffentliche Diskussion um die praktische Nutzung der Kernfusion und nimmt kritisch zur Frage des Zeithorizonts in Medien dazu Stellung.
Bei der Vereinigung Deutscher Wissenschaftler war er Initiator einer an Bundestag und Bundesregierung gerichteten öffentlichen Erklärung, die im April 2024 Kritik an Atomwaffen übte. 
In dem evangelischen Magazin Zeitzeichen veröffentlichte er zum Thema Weltfrieden/Immanuel Kant.

## Werke

### Physik
- Ingo Hofmann: Stability of anisotropic beams with space charge. In: Physical Review. E57, Nr. 4713, 1998, doi:10.1103/PhysRevE.57.4713.
- Ingo Hofmann; J. Qiang; R. D. Ryne: Collective Resonance Model of Energy Exchange in 3D Nonequipartitioned Beams. In: Physical Review Letters. Band 86, Nr. 2313, 2001, doi:10.1103/PhysRevLett.86.2313.
- Ingo Hofmann; Jürgen Meyer-ter-Vehn; Xueqing Yan; Anna Orzhekhovskaya; Stepan Yaramyshev: Collection and focusing of laser accelerated ion beams for therapy applications. In: Physical Review Special Topics – Accelerators and Beams. Band 10, Nr. 031304, 2011, doi:10.1103/PhysRevSTAB.14.031304.
- Ingo Hofmann; Rudolf Bock: Heavy Ion Inertial Fusion. In: Reinhard Stock (Hrsg.): Encyclopedia of Nuclear Physics and its Applications. Wiley-VCH, Weinheim 2013, Kapitel 24, doi:10.1002/3527600434.eap147.pub2.
- Ingo Hofmann: Space Charge Physics for Particle Accelerators. Springer International, Cham 2017, doi:10.1007/978-3-319-62157-9.

### Menschenrechte
- Ingo Hofmann: Die Lage der Bahá’í im Spiegel der Menschenrechtsverpflichtungen des Iran. In: Thomas Schirrmacher; Max Klingberg (Hrsg.): Jahrbuch Religionsfreiheit. Verlag für Kultur und Wissenschaft, Bonn 2015, ISBN 978-3-86269-112-8, S. 96–105 (Online beim Martin Bucer Seminar [PDF]).

### Physik
- „High Intensity Pulsed Protons Injectors“, Projekt der EU (FP6)
- Prof. Dr. Ingo Hofmanns Profil auf Google Scholar

### Menschenrechtsaktivitäten
- Interview von ZEIT ONLINE mit Ingo Hofmann „Das Internet macht die Mullahs nervös“
- Erwähnung in DAS PARLAMENT von Ingo Hofmanns Anhörung vor dem Menschenrechtsausschuss im Deutschen Bundestag